# Gert Polster
Gert Polster (* 1975 in Oberwart) ist ein österreichischer Historiker, Museumsdirektor und ehemaliger Kommunalpolitiker (SPÖ). Er ist Direktor des Landesmuseums Burgenland. Von 2017 bis 2022 war er Bürgermeister des Kurortes Bad Tatzmannsdorf.

## Werdegang
Gert Polster wuchs im Bad Tatzmannsdorfer Ortsteil Sulzriegel auf. Er besuchte das Bundesgymnasium Oberschützen. An der Universität Wien studierte er Geschichte, Kommunikation und Publizistik. Seine Diplomarbeit aus dem Jahre 1998 trägt den Titel „Von Soldaten, Prälaten und Magnaten. Die Söhne des Palatins von Ungarn Ludwig Ernst Graf Batthyany“. Seine 2001 eingereichte Staatsprüfungsarbeit am Institut für Österreichische Geschichtsforschung trägt den Titel „Die Familien der heutigen Grossgemeinde Bad Tatzmannsdorf in genealogischer, sozial- und wirtschaftsgeschichtlicher Sicht“. Als Historiker publizierte er unter anderem über die jüdischen Gemeinden des Südburgenlandes. In der Autobiographie von Anna Plaim, die 2003 Kurt Kuch nach einem Interview verfasste, war Polster für die historische Bearbeitung zuständig.
Er war von 2004 bis 2013 Büroleiter des burgenländischen Landesrates für Finanzen, Kultur und Infrastruktur Helmut Bieler (SPÖ).
Als Nachfolger von Josef Tiefenbach wurde Polster im Juli 2013 Direktor des Eisenstädter Landesmuseums Burgenland. 2016 folgte er Rudolf Kropf als wissenschaftlicher Leiter der Schlaininger Gespräche nach. Er ist seit 2017 Dienststellenleiter des Hauptreferats Sammlungen des Landes. Als Hauptreferatsleister ist er nicht nur für das Landesmuseum zuständig, sondern auch für das Burgenländische Landesarchiv und die Burgenländische Landesbibliothek. 

## Politik
Im Jahre 2006 wurde er Mitglied des Bad Tatzmannsdorfer Gemeinderates, ab 2012 war er dort Vizebürgermeister. Bei der Bürgermeisterwahl 2017 trat er für die SPÖ als Kandidat an. In der Wahl am 1. Oktober 2017 erhielt er mit 41,3 Prozent bei einer Wahlbeteiligung von 82,63 Prozent die meisten Stimmen. Seit November 2017 ist Gert Polster als Nachfolger von Ernst Karner (ÖVP) Bürgermeister von Bad Tatzmannsdorf; Er hatte in einer Stichwahl am 29. Oktober 2017 54,41 Prozent der gültigen Stimmen bei einer Wahlbeteiligung von 78,05 Prozent erhalten. Auch Helmut Bieler war Bürgermeister von Bad Tatzmannsdorf gewesen. Im Vorfeld der Gemeinderats- und Bürgermeisterwahlen 2022 gab er bekannt sich aus der Politik zurückzuziehen und nicht mehr zu kandidieren. Sein Nachfolger in Bad Tatzmannsdorf wurde Stefan Laimer (ÖVP).

## Veröffentlichungen (Auswahl)
- als Ideengeber, Zusammensteller und Mitverfasser: Historischer Atlas Burgenland. Amt der Burgenländischen Landesregierung, Eisenstadt 2011, ISBN 978-3-85405-185-5.
- mit Rudolf Kropf als Herausgeber: Die Volksgruppe der Roma und Sinti bis 1938: Tagungsband der 34. Schlaininger Gespräche, 14. bis 18. September 2014. Amt der Burgenländischen Landesregierung, Eisenstadt 2014, ISBN 978-3-85405-216-6.
- Redaktion und mit Rudolf Kropf als Herausgeber: Andreas Baumkircher und das ausgehende Mittelalter. Tagungsband der 32. Schlaininger Gespräche 16. bis 20. September 2012. Amt der Burgenländischen Landesregierung, Eisenstadt 2015, ISBN 978-3-85405-191-6.
- als Herausgeber: Kultur verbindet!: Verwaltung, Vermittlung, Visionen; Festschrift für Josef Tiefenbach. Amt der Burgenländischen Landesregierung. Eisenstadt 2015, ISBN 978-3-85405-211-1.
- Die Gruft der Fürsten und Grafen Batthyány. Amt der Burgenländischen Landesregierung, Eisenstadt 2016, ISBN 978-3-85405-215-9.
- mit Gustav Reingrabner: Ein Christenherz auf Rosen geht ...: 500 Jahre Reformation im Burgenland. Ausstellungskatalog, Amt der Burgenländischen Landesregierung, Eisenstadt 2017, ISBN 978-3-85405-223-4.
- als Herausgeber: Ecclesia semper reformanda: die protestantische Kirche im pannonischen Raum seit der Reformation. Teil 1; Tagungsband der 36. Schlaininger Gespräche, 19. bis 23. September 2016.  	Wissenschaftliche Arbeiten aus dem Burgenland (WAB) Band 159, Eisenstadt 2017, ISBN 978-3-85405-221-0.
- als Herausgeber: Die Kanizsai und ihre Zeit. Tagungsband der 38. Schlaininger Gespräche 17. bis 20. September 2018. Wissenschaftliche Arbeiten aus dem Burgenland, Eisenstadt 2019, ISBN 978-3-85405-235-7.
- Unsere Amerikaner: Burgenländische Auswanderergeschichten. Amt der Burgenländisches Landesregierung, Eisenstadt 2021, ISBN 978-3-85405-242-5.